# Große Grannen-Segge
Die Große Grannen-Segge (Carex atherodes) ist eine Pflanzenart aus der Gattung Seggen (Carex) innerhalb der Familie der Sauergrasgewächse (Cyperaceae). Sie ist auf der Nordhalbkugel in Eurasien und Nordamerika weitverbreitet.

## Beschreibung

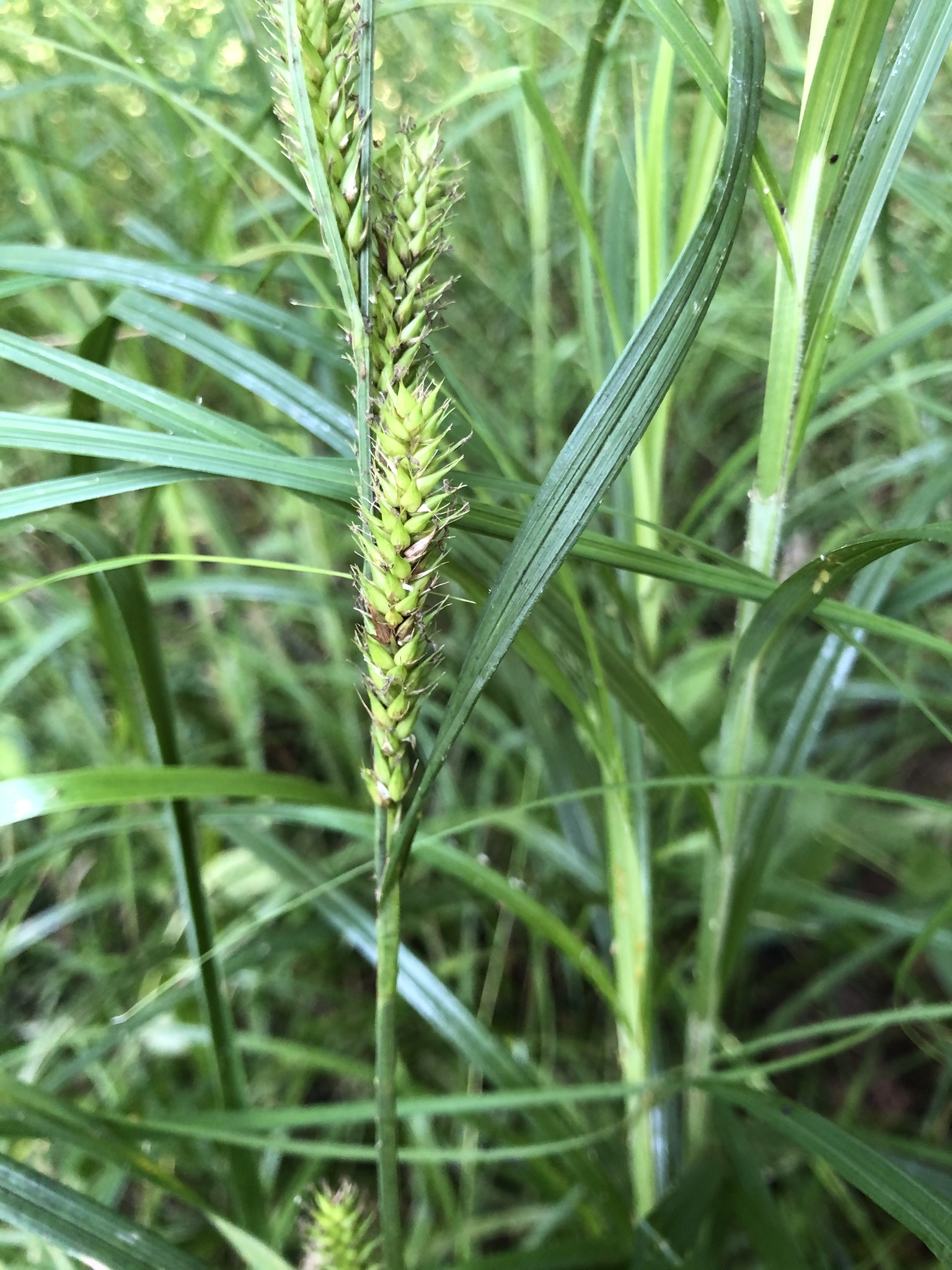
Weibliche Ährchen

### Vegetative Merkmale
Die Große Grannen-Segge ist eine ausdauernde krautige Pflanze und erreicht Wuchshöhen von 60 bis 90, selten bis zu 120 (bis 200) Zentimetern. Sie wächst mit Ausläufern lockerrasig. Die aufrechten Stängel sind stumpf dreikantig und am Grund verdickt. Die untersten Blattscheiden sind schwarz-braun und stark netzfaserig. Die Laubblätter sind 3 bis 7 Millimeter breit, lang, flach und unterseits behaart, am Rand rau.

### Generative Merkmale
Die Blütezeit reicht von Mai bis Juni. Die Große Grannen-Segge ist eine Verschiedenährige Segge. Der Blütenstand ist bis über 40 Zentimeter lang und besteht aus zwei bis vier männliche Ährchen und drei bis fünf weiblichen Ährchen. Die weiblichen Ährchen sind bis 7 Zentimeter lang, dichtblütig und zylindrisch bis keulenförmig. Das unterste Ährchen ist bis 3 Zentimeter lang gestielt. Die weiblichen Ährchen sind meist voneinander und von den männlichen Ährchen getrennt. Die unteren Hüllblätter haben eine kurze, behaarte, bis zu 1 Zentimeter lange Scheide und sie sind länger als der Stängel. Die Spelzen der weiblichen Blüten sind eiförmig, an der Spitze gewimpert und laufen in eine lange gezähnte Granne aus. Sie sind 6 bis 7 Millimeter lang, 1 bis 2 Millimeter breit, meist kürzer als die Schläuche, bleichgrün mit wenig ausgeprägtem Mittelstreifen. Die Spelzen der männlichen Blüten sind eiförmig, mit gewimperter breiter Spitze; die oberen haben eine lange Granne. Sie sind 4 bis 6 Millimeter lang, bis 2 Millimeter breit und rostbraun mit weißhäutigen Rändern. Die Schläuche sind schräg abstehend, eiförmig, zusammengedrückt, außen stark gewölbt, innen fast flach und nach oben allmählich in den langen, tief zweizähnigen Schnabel verschmälert, gelbgrün bis gelbbraun und glänzend. Sie sind 6 bis 8 Millimeter lang, 2 Millimeter breit und haben 10 bis 15 Längsnerven. Die Schnabelzähne sind 1,2 bis 3 Millimeter lang, glatt und zuletzt nach außen gekrümmt. Der Griffel endet in drei Narben. Die Frucht ist ellipsoidisch, dreikantig, 2m5 Millimeter lang und 1,2 Millimeter breit und gelbbraun.
Die Chromosomenzahl beträgt 2n = 74.

## Vorkommen
Carex atherodes ist zirkumpolar verbreitet und ist ein submeridionales bis boreales, kontinentales Florenelement. Ihr Verbreitungsgebiet umfasst die subarktischen und gemäßigten Zonen der Nordhalbkugel. In Europa kommt sie nur in den Ländern Schweden, Finnland, Russland, Deutschland, Polen, Belarus, Ukraine, Lettland, Bosnien-Herzegowina und Serbien vor. Die Große Grannen-Segge ist in Mitteleuropa selten und kommt nur in Deutschland und Polen vor.
In Deutschland hat sie wohl nur in Waldsümpfen und Erdfällen Brandenburgs autochthone Vorkommen. Ferner ist im NSG Heuckenlock in Hamburg ein isoliertes Vorkommen festgestellt worden. Sie erreicht bei Rathenow in Brandenburg den westlichsten Punkt ihres Areals; hier ist sie sehr selten; vereinzelt kommt sie im Einzugsgebiet der Oder vor. An ihren Grenzstandorten dürfte sie gefährdet sein.
Sie wächst beispielsweise in Flachmooren. Die Groß Grannen-Segge gedeiht am besten auf staunassen, mäßig basenreichen Wiesen, längere Perioden Lufttrockenheit und Erwärmung im Sommer. Sie erträgt im Frühjahr sehr lang Schneebedeckung. Sie erträgt aber Düngung und andere Kulturmaßnahmen schlecht. Sie gedeiht in Gesellschaften des Verbands Magnocaricion.

## Taxonomie
Die Erstbeschreibung von Carex atherodes erfolgte 1826 durch Kurt Sprengel in Systema vegetabilium ..., ed. 16, Band 3, S. 828. Synonyme für Carex atherodes Spreng. sind: Carex aristata Siegert ex Wimm. nom. illeg., Carex aristata R.Br. nom. illeg., Carex orthostachys C.A.Mey., Carex orthostachys Rupr. nom. illeg., Carex fuscifructus C.B.Clarke, Carex mirata Dewey, Carex siegertiana R.Uechtr., Carex glaberrima Meinsh., Carex pergrandis V.I.Krecz. & Luchnik, Carex amurensis var. mandschurica Kük., Carex hirta subsp. siegertiana (R.Uechtr.) Nyman, Carex trichocarpa var. imberbis A.Gray, Carex trichocarpa var. aristata L.H.Bailey, Carex trichocarpa var. deweyi L.H.Bailey, Carex trichocarpa var. laeviconica Hitchc., Carex trichocarpa var. maxima Kük., Carex trichocarpa var. orthostachys (C.A.Mey.) Kük., Carex trichocarpa var. turbinata Dewey.

## Weiterführende Literatur
- S. Sohr, Michael Ristow: Neue Fundorte von Carex atherodes Spreng. in Brandenburg. In: Verhandlungen des Botanischen Vereins von Berlin und Brandenburg. Band 129, 1996, S. 49–62.
- S. Sohr: Exkursionsbericht Feldsölle und kleinere Kesselmoore in der Umgebung von Groß Behnitz am 25. August 1996. (Neue Fundorte von Carex atherodes). In: Verhandlungen des Botanischen Vereins von Berlin und Brandenburg. Band 129, 1996, S. 293–295.